# Răzbunarea țigăncii: pălăria fatală și nazistul
Răzbunarea țigăncii: pălăria fatală și nazistul este un film românesc din 2016 regizat de Adrian Munteanu. Rolurile principale au fost interpretate de actorii Elena Ivanca, Raluca Moș, Renata Moș.

## Distribuție
Distribuția filmului este alcătuită din:
- Renata Moș
- Răzvan Benche
- Teodor Ilea
- Adrian Munteanu
- Vlad Corb
- Cătălina Sandu
- Mihai Seplecan
- Radu Cârlan
- Elena Ivanca
- Lucian Ștefănescu
- Raluca Moș